# ハーレム-148丁目駅
ハーレム-148丁目駅（ハーレム-148ちょうめえき、英語: Harlem–148th Street）はニューヨーク市地下鉄 IRTレノックス・アベニュー線の終端駅である。駅名標では開業当時の名称である148丁目-レノックス・ターミナル駅 (148th Street–Lenox Terminal) となっている。実はこの駅名は誤りで、実際には148丁目ではなく、149丁目とアダム・クレイトン・パウエル・ジュニア・ブールバードの交差点にある。3系統が終日発着する。

## 歴史
ハーレム-148丁目駅の敷地や線路はもとは1904年に開設されて現在も3系統の車両が配置されているレノックス・アベニュー車両基地の一部であった。1910年代のデュアル・コントラクツの時期にレノックス・アベニュー線の149丁目または150丁目への延伸が計画されていた。1916年には、レノックス・アベニュー線とIRTジェローム・アベニュー線をブロンクス区で直通させて4系統を運行する計画の一環として、149丁目までの延伸が計画された。
1957年に、より地域の役に立つ（ハーレム・リバー・ハウス近郊を含む）案として、レノックス・アベニュー車両基地内の150丁目に新駅を作る計画が提案された。新駅およびブロンクス区への延伸は1940年代から地元住民が求めてきたもので、バスや路面電車が信用されていなかったためである。この駅は1960年代にはレノックス・アベニュー車両基地の縮小に伴い、149丁目に設けることになった。
新ターミナルが完成すれば、多数の分岐器があるせいで10両編成対応のためにホームを延長することができなかった145丁目駅に取って代わるものになるはずだった。しかし、地元住民の抗議を受けて145丁目駅の廃止は取り止めになった。結局、148丁目駅は1968年5月13日に開業した。
1995年から2008年まで、深夜の3系統の運転が行われず、24時間営業は中断されていたが、2008年7月27日に再開された。

## 駅構造
| G                                          | 地上階                                                                                           | 出入口                               |
| G                                          | 改札階                                                                                           | 改札口、駅員詰所、メトロカード券売機 |
| P ホーム階                                 |                                                                                                  |                                      |
| 留置線                                     | 客扱なし                                                                                         |                                      |
| 2番線                                      | ニューロッツ・アベニュー駅行き（145丁目駅）→ 深夜：タイムズ・スクエア-42丁目駅行き（145丁目駅）→ |                                      |
| 島式ホーム、到着番線に応じた側のドアが開く |                                                                                                  |                                      |
| 1番線                                      | ニューロッツ・アベニュー駅行き（145丁目駅）→ 深夜：タイムズ・スクエア-42丁目駅行き（145丁目駅）→ |                                      |
| 整備線                                     | 客扱なし                                                                                         |                                      |

ハーレム-148丁目駅はIRTレノックス・アベニュー線の北側終端駅であり、島式ホーム1面2線を有し、線路はホーム西端の車止めで終わっている。駅の先にはレノックス車両基地があるが、同基地には整備施設はなく留置線だけがある。ハーレム-148丁目駅は既にあったレノックス車両基地の一部を利用することで比較的低コストで1968年に開設された。ハーレム-148丁目駅ができるまでは1駅南の145丁目駅が終点であった。
駅のメザニンは駅の西端（路線案内上は北端）にある。駅舎は地上にあってアダム・クレイトン・パウエル・ジュニア・ブールバードに面しており、島式ホームから2人幅の階段で上がった先のドアでメザニンと駅舎が区切られている。自動改札機 3台とトークン・ブースがある。
また、ハーレム-148丁目駅の天井は高いため、案内表示は太いケーブルで吊られている。
駅は地下にあるが、駅舎とレノックス車両基地は地上にある。エスプラネード・ガーデンズ団地が147丁目から149丁目にかけて広がり、149丁目から150丁目にかけてはフレデリック・ダグラス・アカデミー高校があり、どちらも駅およびレノックス車両基地の上のピロティに建てられている。他の地上駅と異なり、ハーレム-148丁目駅は駅舎からプラットホームまでの間に階段しかないため、障害を持つアメリカ人法に基づく障害者対応駅にはなっていない。